# Shō (Maßeinheit)
Shō (jap. 升) ist eine Volumeneinheit im alten japanischen Maßsystem Shakkanhō, die noch heute für Reis und Sake angewendet wird. 
1 Shō = 2401⁄1331 Liter ≈ 1,8039 Liter
1 Koku = 10 To = 100 Shō = 1000 Gō
Traditionell wird Sake in 1-Shō-Flaschen abgefüllt.